# Olschanske
Olschanske (ukrainisch Ольшанське; russisch Ольшанское Olschanskoje) ist eine Siedlung städtischen Typs in der ukrainischen Oblast Mykolajiw mit etwa 3700 Einwohnern (2014).
Die 1964 gegründete Ortschaft erhielt 1968 den Status einer Siedlung städtischen Typs und liegt im Rajon Mykolajiw am rechten Ufer des Südlichen Bugs 40 km nördlich vom Oblastzentrum Mykolajiw. Durch die Ortschaft verläuft die Bahnstrecke Mykolajiw–Tokariwka.

## Verwaltungsgliederung
Am 25. August 2016 wurde die Siedlung zum Zentrum der neugegründeten Siedlungsgemeinde Olschanske (ukrainisch Ольшанська селищна громада/Olschanska selyschtschna hromada), zu dieser zählten auch noch die 3 Dörfer Sapetnja, Ternuwate und Trychaty sowie die Ansiedlung Jasna Sorja, bis dahin bildete sie zusammen mit den Dörfern Sapetnja und Ternuwate die gleichnamige Siedlungsratsgemeinde Olschanske (Ольшанська селищна рада/Olschanska selyschtschna rada) im Norden des Rajons Mykolajiw.
Am 12. Juni 2020 kamen noch weitere 8 in der untenstehenden Tabelle aufgelistetenen Dörfer zum Gemeindegebiet.
Folgende Orte sind neben dem Hauptort Olschanske Teil der Gemeinde:
| Name                     | Name          | Name                           |
| ukrainisch transkribiert | ukrainisch    | russisch                       |
| ------------------------ | ------------- | ------------------------------ |
| Andrijiwka               | Андріївка     | Андреевка (Andrejewka)         |
| Jasna Poljana            | Ясна Поляна   | Ясная Поляна (Jasnaja Poljana) |
| Jasna Sorja              | Ясна Зоря     | Ясная Заря (Jasnaja Sarja)     |
| Kortschyne               | Корчине       | Корчино (Kortschino)           |
| Kowaliwka                | Ковалівка     | Ковалевка (Kowalewka)          |
| Nowoandrijiwka           | Новоандріївка | Новоандреевка (Nowoandrejewka) |
| Nowojurjiwka             | Новоюр’ївка   | Новоюрьевка (Nowojurjewka)     |
| Sapetnja                 | Сапетня       | Сапетня                        |
| Schostakowe              | Шостакове     | Шостаково (Schostakowo)        |
| Sucha Balka              | Суха Балка    | Сухая Балка (Suchaja Balka)    |
| Ternuwate                | Тернувате     | Терноватое (Ternowatoje)       |
| Trychaty                 | Трихати       | Трихаты (Trichaty)             |